# Lista de membros da Organização Internacional de Normalização
Esta é uma lista e mapa (ver abaixo) dos 165 países membros da Organização Internacional de Normalização (ISO) e seu status dentro da organização.

## Mapa

Um mapa dos organismos de normalização, que são membros da ISO a partir de dezembro 2008
Legenda:
membros
membros correspondentes
membros assinantes
outros lugares com um código ISO 3166-1 que não são membros da ISO

## Lista
| Código de país A2 | Código de país A3 | Código Númerico do país | Nome do país                          | Agência de normalização | Estatuto              |
| ----------------- | ----------------- | ----------------------- | ------------------------------------- | ----------------------- | --------------------- |
| AF                | AFG               | 004                     | Afeganistão                           | ANSA                    | Membro pleno          |
| ZA                | ZAF               | 710                     | África do Sul                         | SABS                    | Membro pleno          |
| AL                | ALB               | 008                     | Albânia                               | DPS                     | Membro correspondente |
| DE                | DEU               | 276                     | Alemanha                              | DIN                     | Membro pleno          |
| AO                | AGO               | 024                     | Angola                                | IANORQ                  | Membro correspondente |
| AG                | ATG               | 028                     | Antígua e Barbuda                     | ABBS                    | Membro subscritor     |
| SA                | SAU               | 682                     | Arábia Saudita                        | SASO                    | Membro pleno          |
| DZ                | DZA               | 012                     | Argélia                               | IANOR                   | Membro pleno          |
| AR                | ARG               | 032                     | Argentina                             | IRAM                    | Membro pleno          |
| AM                | ARM               | 051                     | Armênia                               | SARM                    | Membro pleno          |
| AU                | AUS               | 036                     | Austrália                             | SA                      | Membro pleno          |
| AT                | AUT               | 040                     | Áustria                               | ASI                     | Membro pleno          |
| AZ                | AZE               | 031                     | Azerbaijão                            | AZSTAND                 | Membro pleno          |
| BS                | BHS               | 044                     | Bahamas                               | BBSQ                    | Membro pleno          |
| BD                | BGD               | 050                     | Bangladesh                            | BSTI                    | Membro pleno          |
| BB                | BRB               | 052                     | Barbados                              | BNSI                    | Membro pleno          |
| BH                | BHR               | 048                     | Barém                                 | BSMD                    | Membro pleno          |
| BY                | BLR               | 112                     | Belarus                               | BELST                   | Membro pleno          |
| BE                | BEL               | 056                     | Bélgica                               | NBN                     | Membro pleno          |
| BZ                | BLZ               | 084                     | Belize                                | BZBS                    | Membro subscritor     |
| BJ                | BEN               | 204                     | Benin                                 | ANM                     | Membro pleno          |
| BO                | BOL               | 068                     | Bolívia                               | IBNORCA                 | Membro pleno          |
| BA                | BIH               | 070                     | Bósnia e Herzegovina                  | BAS                     | Membro pleno          |
| BW                | BWA               | 072                     | Botsuana                              | BOBS                    | Membro pleno          |
| BR                | BRA               | 076                     | Brasil                                | ABNT                    | Membro pleno          |
| BN                | BRN               | 096                     | Brunei Darussalam                     | NSC                     | Membro correspondente |
| BG                | BGR               | 100                     | Bulgária                              | BDS                     | Membro pleno          |
| BF                | BFA               | 854                     | Burkina Faso                          | ABNORM                  | Membro pleno          |
| BI                | BDI               | 108                     | Burundi                               | BBN                     | Membro correspondente |
| BT                | BTN               | 064                     | Butão                                 | BSB                     | Membro correspondente |
| CM                | CMR               | 120                     | Camarões                              | ANOR                    | Membro pleno          |
| KH                | KHM               | 116                     | Camboja                               | ISC                     | Membro correspondente |
| CA                | CAN               | 124                     | Canadá                                | SCC                     | Membro pleno          |
| QA                | QAT               | 634                     | Catar                                 | QS                      | Membro pleno          |
| KZ                | KAZ               | 398                     | Cazaquistão                           | KAZMEMST                | Membro pleno          |
| CL                | CHL               | 052                     | Chile                                 | INN                     | Membro pleno          |
| CN                | CHN               | 156                     | China                                 | SAC                     | Membro pleno          |
| CY                | CYP               | 196                     | Chipre                                | CYS                     | Membro pleno          |
| SG                | SGP               | 702                     | Cingapura                             | SSC                     | Membro pleno          |
| CO                | COL               | 170                     | Colômbia                              | ICONTEC                 | Membro pleno          |
| CD                | cod               | 160                     | República Democrática do Congo        | OCC                     | Membro pleno          |
| KP                | PRK               | 408                     | Coreia do Norte                       | CSK                     | Membro pleno          |
| KR                | KOR               | 410                     | Coréia do Sul                         | KATS                    | Membro pleno          |
| CI                | CIV               | 384                     | Costa do Marfim                       | CODINORM                | Membro pleno          |
| CR                | CRI               | 188                     | Costa Rica                            | INTECO                  | Membro pleno          |
| HR                | HRV               | 191                     | Croácia                               | HZN                     | Membro pleno          |
| CU                | CUB               | 192                     | Cuba                                  | NC                      | Membro pleno          |
| DK                | DNK               | 208                     | Dinamarca                             | DS                      | Membro pleno          |
| DM                | DMA               | 212                     | Dominica                              | DBOS                    | Membro correspondente |
| EG                | EGY               | 818                     | Egito                                 | EOS                     | Membro pleno          |
| SV                | SLV               | 222                     | El Salvador                           | OSN                     | Membro pleno          |
| AE                | ARE               | 784                     | Emirados Árabes Unidos                | ESMA                    | Membro pleno          |
| EC                | ECU               | 218                     | Equador                               | INEN                    | Membro pleno          |
| ER                | ERI               | 232                     | Eritréia                              | ESI                     | Membro correspondente |
| SK                | SVK               | 703                     | Eslováquia                            | UNMS SR                 | Membro pleno          |
| SI                | SVN               | 705                     | Eslovênia                             | SIST                    | Membro pleno          |
| ES                | ESP               | 724                     | Espanha                               | UNE                     | Membro pleno          |
| US                | USA               | 840                     | Estados Unidos                        | ANSI                    | Membro pleno          |
| EE                | EST               | 233                     | Estônia                               | EVS                     | Membro pleno          |
| SZ                | SWZ               | 748                     | Eswatini                              | SWASA                   | Membro correspondente |
| ET                | ETH               | 231                     | Etiópia                               | ESA                     | Membro pleno          |
| RU                | RUS               | 643                     | Federação Russa                       | GOST R                  | Membro pleno          |
| FJ                | FJI               | 242                     | Fiji                                  | DNTMS                   | Membro pleno          |
| PH                | PHL               | 608                     | Filipinas                             | BPS                     | Membro pleno          |
| FI                | FIN               | 246                     | Finlândia                             | SFS                     | Membro pleno          |
| FR                | FRA               | 250                     | França                                | AFNOR                   | Membro pleno          |
| GA                | GAB               | 266                     | Gabão                                 | AGANOR                  | Membro pleno          |
| GM                | GMB               | 270                     | Gâmbia                                | TGSB                    | Membro correspondente |
| GH                | GHA               | 288                     | Gana                                  | GSA                     | Membro pleno          |
| GE                | GEO               | 268                     | Georgia                               | GEOSTM                  | Membro correspondente |
| GR                | GRC               | 300                     | Grécia                                | NQIS ELOT               | Membro pleno          |
| GT                | GTM               | 320                     | Guatemala                             | COGUANOR                | Membro correspondente |
| GY                | GUY               | 328                     | Guiana                                | GNBS                    | Membro correspondente |
| GN                | GIN               | 324                     | Guiné                                 | IGNM                    | Membro correspondente |
| HT                | HTI               | 332                     | Haiti                                 | BHN                     | Membro correspondente |
| HN                | HND               | 340                     | Honduras                              | OHN                     | Membro correspondente |
| HK                | HKG               | 344                     | Hong Kong                             | ITCHKSAR                | Membro correspondente |
| HU                | HUN               | 348                     | Hungria                               | MSZT                    | Membro pleno          |
| IN                | IND               | 356                     | Índia                                 | BIS                     | Membro pleno          |
| ID                | IDN               | 360                     | Indonésia                             | BSN                     | Membro pleno          |
| TG                | TGO               | 768                     | Togo                                  | ATN                     | Membro correspondente |
| IR                | IRN               | 364                     | Irão                                  | ISIRI                   | Membro pleno          |
| IQ                | IRQ               | 368                     | Iraque                                | COSQC                   | Membro pleno          |
| IE                | IRL               | 372                     | Irlanda                               | NSAI                    | Membro pleno          |
| IS                | ISL               | 352                     | Islândia                              | IST                     | Membro pleno          |
| IL                | ISR               | 376                     | Israel                                | SII                     | Membro pleno          |
| IT                | ITA               | 380                     | Itália                                | UNI                     | Membro pleno          |
| JM                | JAM               | 388                     | Jamaica                               | BSJ                     | Membro pleno          |
| JP                | JPN               | 392                     | Japão                                 | JISC                    | Membro pleno          |
| JO                | JOR               | 400                     | Jordânia                              | JSMO                    | Membro pleno          |
| KW                | KWT               | 414                     | Kuwait                                | KOWSMD                  | Membro pleno          |
| LV                | LVA               | 428                     | Letônia                               | LVS                     | Membro pleno          |
| LB                | LBN               | 422                     | Líbano                                | LIBNOR                  | Membro pleno          |
| LT                | LTU               | 440                     | Lituânia                              | LST                     | Membro pleno          |
| LU                | LUX               | 442                     | Luxemburgo                            | ILNAS                   | Membro pleno          |
| MO                | MAC               | 446                     | Macau                                 | CPTTM                   | Membro correspondente |
| MK                | MKD               | 807                     | Macedônia do Norte                    | ISRSM                   | Membro pleno          |
| MG                | MDG               | 450                     | Madagáscar                            | BNM                     | Membro correspondente |
| MY                | MYS               | 458                     | Malásia                               | DSM                     | Membro pleno          |
| MW                | MWI               | 454                     | Malawi                                | MBS                     | Membro pleno          |
| ML                | MLI               | 466                     | Mali                                  | AMANORM                 | Membro pleno          |
| MT                | MLT               | 470                     | Malta                                 | MCCAA                   | Membro pleno          |
| MA                | MAR               | 504                     | Marrocos                              | IMANOR                  | Membro pleno          |
| MU                | MUS               | 480                     | Maurício                              | MSB                     | Membro pleno          |
| MR                | MRT               | 478                     | Mauritânia                            | DNPQ                    | Membro correspondente |
| MX                | MEX               | 484                     | México                                | DGN                     | Membro pleno          |
| MZ                | MOZ               | 508                     | Moçambique                            | INNOQ                   | Membro correspondente |
| MD                | MDA               | 498                     | Moldávia                              | ISM                     | Membro correspondente |
| MN                | MNG               | 496                     | Mongólia                              | MASM                    | Membro pleno          |
| ME                | MNE               | 442                     | Montenegro                            | ISME                    | Membro correspondente |
| MM                | MMR               | 104                     | Myanmar                               | DRI                     | Membro correspondente |
| NA                | NAM               | 516                     | Namíbia                               | NSI                     | Membro pleno          |
| NP                | NPL               | 524                     | Nepal                                 | NBSM                    | Membro pleno          |
| NI                | NIC               | 558                     | Nicarágua                             | DNM                     | Membro correspondente |
| NE                | NER               | 562                     | Níger                                 | DNPQM                   | Membro correspondente |
| NG                | NGA               | 566                     | Nigéria                               | SON                     | Membro pleno          |
| NO                | NOR               | 578                     | Noruega                               | SN                      | Membro pleno          |
| NZ                | NZL               | 554                     | Nova Zelândia                         | NZSO                    | Membro pleno          |
| OM                | OMN               | 512                     | Omã                                   | DGSM                    | Membro pleno          |
| NL                | NLD               | 528                     | Países Baixos                         | NEN                     | Membro pleno          |
| PS                | PSE               | 275                     | Palestina                             | PSI                     | Membro correspondente |
| PA                | PAN               | 591                     | Panamá                                | COPANIT                 | Membro pleno          |
| PG                | PNG               | 598                     | Papua Nova Guiné                      | NISIT                   | Membro correspondente |
| PK                | PAK               | 586                     | Paquistão                             | PSQCA                   | Membro pleno          |
| PY                | PRY               | 600                     | Paraguai                              | INTN                    | Membro correspondente |
| PE                | PER               | 604                     | Peru                                  | INACAL                  | Membro pleno          |
| TR                | TUR               | 792                     | Peru                                  | TSE                     | Membro pleno          |
| PL                | POL               | 616                     | Polônia                               | PKN                     | Membro pleno          |
| PT                | PRT               | 620                     | Portugal                              | IPQ                     | Membro pleno          |
| KE                | KEN               | 404                     | Quênia                                | KEBS                    | Membro pleno          |
| KG                | KGZ               | 417                     | Quirguistão                           | KYRGYZST                | Membro correspondente |
| GB                | GBR               | 826                     | Reino Unido                           | BSI                     | Membro pleno          |
| SY                | SYR               | 760                     | República Árabe da Síria              | SASMO                   | Membro pleno          |
| CZ                | CZE               | 203                     | República Checa                       | UNMZ                    | Membro pleno          |
| LA                | LAO               | 418                     | República Democrática Popular do Laos | DOSM                    | Membro correspondente |
| DO                | DOM               | 214                     | República Dominicana                  | INDOCAL                 | Membro pleno          |
| RO                | ROU               | 642                     | Roménia                               | ASRO                    | Membro pleno          |
| RW                | RWA               | 646                     | Ruanda                                | RSB                     | Membro pleno          |
| LC                | LCA               | 662                     | Santa Lúcia                           | SLBS                    | Membro pleno          |
| KN                | KNA               | 659                     | São Cristóvão e Névis                 | SKNBS                   | Membro correspondente |
| ST                | STP               | 678                     | São Tomé e Príncipe                   | SENAPIQ STP             | Membro subscritor     |
| VC                | VCT               | 670                     | São Vicente e Granadinas              | SVGBS                   | Membro subscritor     |
| SN                | SEN               | 686                     | Senegal                               | ASN                     | Membro pleno          |
| SL                | SLE               | 694                     | Serra Leoa                            | SLSB                    | Membro correspondente |
| CS                | SCG               | 891                     | Sérvia                                | ISS                     | Membro pleno          |
| SC                | SYC               | 690                     | Seychelles                            | SBS                     | Membro correspondente |
| LK                | LKA               | 144                     | Sri Lanka                             | SLSI                    | Membro pleno          |
| SD                | SDN               | 736                     | Sudão                                 | SSMO                    | Membro pleno          |
| SE                | SWE               | 752                     | Suécia                                | SIS                     | Membro pleno          |
| CH                | CHE               | 756                     | Suíça                                 | SNV                     | Membro pleno          |
| SR                | SUR               | 740                     | Suriname                              | SSB                     | Membro correspondente |
| TH                | THA               | 764                     | Tailândia                             | TISI                    | Membro pleno          |
| TJ                | TJK               | 762                     | Tajiquistão                           | TJKSTN                  | Membro correspondente |
| TZ                | TZA               | 834                     | Tanzânia                              | TBS                     | Membro pleno          |
| TT                | TTO               | 780                     | Trinidad e Tobago                     | TTBS                    | Membro pleno          |
| TN                | TUN               | 788                     | Tunísia                               | INNORPI                 | Membro pleno          |
| TM                | TKM               | 795                     | Turcomenistão                         | MSST                    | Membro correspondente |
| UA                | UKR               | 804                     | Ucrânia                               | DSTU                    | Membro pleno          |
| UG                | UGA               | 800                     | Uganda                                | UNBS                    | Membro pleno          |
| UY                | URY               | 858                     | Uruguai                               | UNIT                    | Membro pleno          |
| UZ                | UZB               | 860                     | Uzbequistão                           | UZSTANDARD              | Membro pleno          |
| VN                | VNM               | 704                     | Vietnã                                | STAMEQ                  | Membro pleno          |
| ZM                | ZMB               | 894                     | Zâmbia                                | ZABS                    | Membro correspondente |
| ZW                | ZWE               | 816                     | Zimbábue                              | SAZ                     | Membro pleno          |